# 関宿

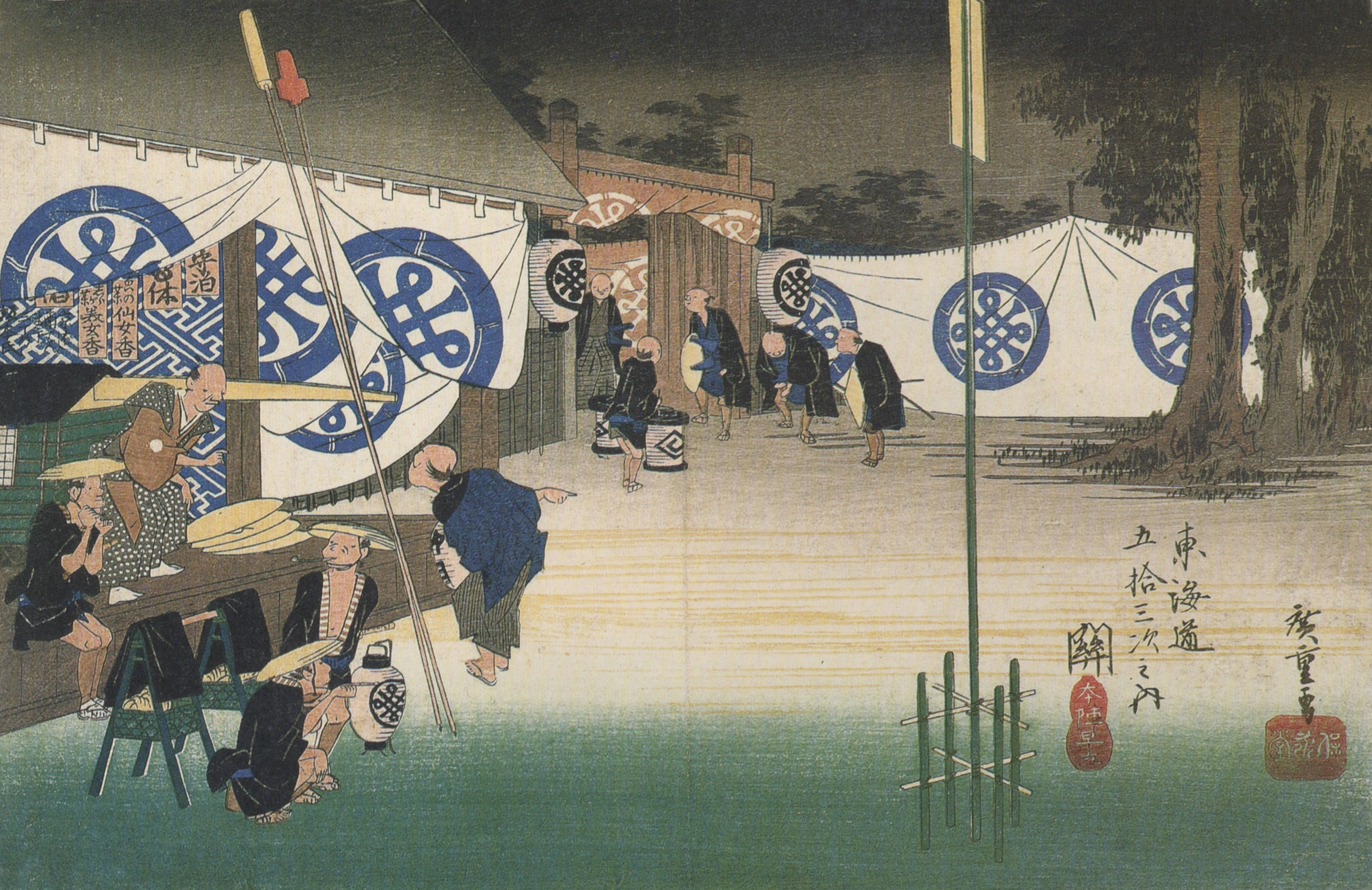
歌川広重「東海道五十三次・關」

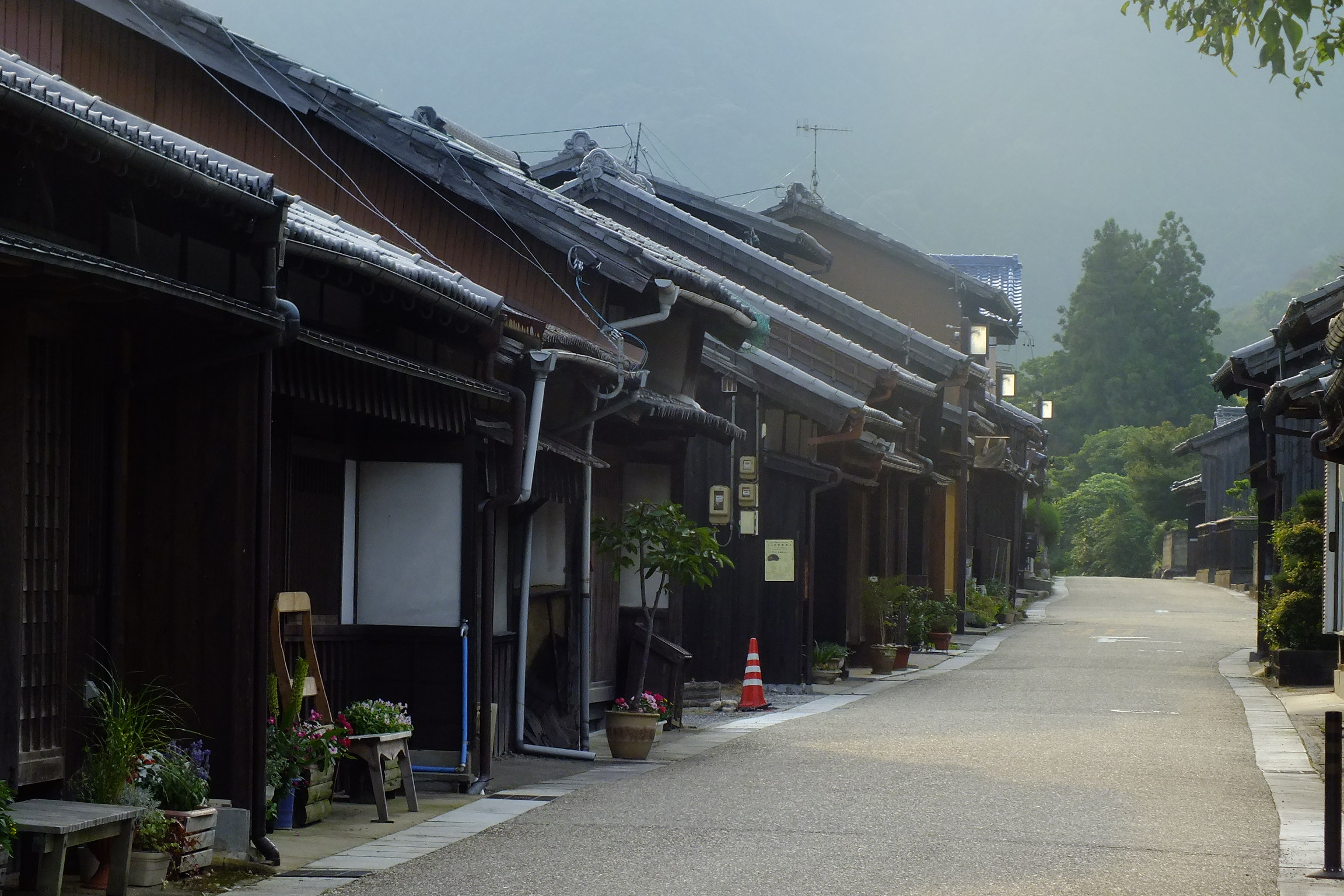
京（京都）方向。鈴鹿山系の山並みが見える。

関宿（せきじゅく、せきしゅく）は、江戸時代の日本の東海道の宿場のひとつ。旧伊勢国鈴鹿郡木崎村・関中町（関地蔵町）・新所村、現在の三重県亀山市関町木崎・関町中町・関町新所にある。国の重要伝統的建造物群保存地区に選定されており、往時の街並みが保たれている。「日本の道100選」にも選定されている。

## 概要
東海道五十三次の47番目の宿場である。三重県の北西端、鈴鹿山脈の山裾に位置しており、2005年1月11日の亀山市との合併以前は関町であった。
古代からの交通の要衝で、壬申の乱の頃に古代三関の一つ「伊勢鈴鹿関」が置かれた。江戸時代も、東の追分からは伊勢別街道、西の追分からは大和街道が分岐する活気ある宿場町であった。東の追分から西の追分までの約1.8キロメートルにわたり、伝統的な町家が200棟以上現存するなど、町並みがよく保存され、重要伝統的建造物群保存地区（昭和59年）と日本の道100選（昭和61年）に選定されている。
建物は塗屋造・真壁造で、二階建・中二階建・平屋建など、多様な町屋が存在し、変化のある町並景観となっている。

## 歴史

### 関の形成
宿場の名は、愛発の関（越前国）・不破の関（美濃国）とともに「日本三関」に数えられ、670年頃に軍事上の目的で設置された「鈴鹿の関」に由来する。壬申の乱（672年）に大海人皇子（天武天皇）が、鈴鹿の関を閉ざしたことは有名である。

### 近世
現在に続く関宿の町並みは、天正年間（16世紀末）に伊勢国領主で戦国武将であった関盛信が、領内の道路を改修したことに始まり、慶長6年（1601年）に徳川家康が行った宿駅制度によって、東海道47番目の宿場となってから本格的に整備された。東の追分で伊勢別街道を分岐し、西の追分で大和街道と分かれる立地条件から、旅人の通行も頻繁になり、江戸時代は宿場として大変賑わったといわれる。
天正20年には,御茶屋御殿屋敷屋舗があり、徳川家康の宿所としても使用されたが、寛永年間に廃された。

### 近代
明治初期には、東海道の交通も多くなり、参宮客も加わり、関宿の繁栄は続いた。幕末より旅籠の数が、増えている。しかし、1889年（明治22年)以降、鉄道敷設が進み、1900年（明治33年）の名古屋駅-湊町駅間の全通、ついで参宮線の開通により、関町の宿駅としての機能はほとんど失われた。
1926年（大正15年）に鈴関小学校が移転すると、1927年（昭和2年）春には跡地に芝居小屋の末広座が建てられた。末広座は株式組織だったが、太平洋戦争中に姿を消した。

### 現代
戦後、旧東海道の宿場の大半が旧態をとどめないなかで、関宿は江戸時代当時の宿場の賑わいを彷彿させる街並みが残されていたことから、町並み保存の機運が次第に高まり、1980年（昭和55年）2月に地元有志を中心に「町並み保存会」が結成され、同年6月には関町において「関町関宿伝統的建造物群保存条例」を制定した。条例制定以降は、多くの町家を伝統的建造物として保存と修復がなされ、1984年（昭和59年）12月には、関宿の面積25ヘクタールにおよぶ地区を対象に、全国で20番目・三重県では初となる国の「重要伝統的建造物保存地区」に選定された。さらに、1986年（昭和61年）8月10日に歴史性と親愛性を基準に、「東海道の宿場町・関宿」として旧建設省と「道の日」実行委員会により制定された「日本の道100選」にも選ばれている。

## 史跡・みどころ

### 関宿内の史跡・みどころ
- 東の追分
  - 関宿の街道の一番東に位置する、東海道と伊勢別街道の分岐点。ここにある大鳥居は、伊勢神宮の内宮・宇治橋南詰の大鳥居が式年遷宮の際に移築されたものであり、明治2年以降慣例となっている。[8][9]。また、常夜灯や道標も設けられており、近くには一里塚の跡も残っている[9]。
- 高札場
  - 法度や掟書が掲示されていた場所で、代官支配の拠点として設けられたとされている。現在は関郵便局があり、街道沿いに復元されたものが設置されている[9]。
- 関まちなみ資料館[2]
  - 江戸末期の町家を公開。土蔵では関宿の歴史を展示する。入館料は「旅籠玉屋歴史資料館」とセットで、300円。
- 鶴屋脇本陣跡 （波田野家）
- 川北本陣跡
- 百六里庭
  - 2階の展望台からは関宿を東西に一望できる。
- 伊藤本陣跡
- 旅籠玉屋歴史資料館
  - 《関で泊まるなら鶴屋か玉屋》とうたわれた関宿を代表する旅籠建築を公開する資料館。
- 深川屋
  - 「関の戸」は350年前からの伝統の銘菓。
- 地蔵院
  - 日本最古の地蔵菩薩を本尊とする地蔵院[2]。寺伝によれば741年（天平13年）の開創。本堂、愛染堂、鐘楼が国の重要文化財に指定されている。「関地蔵院」とも呼ばれる[2]。
- 会津屋
- 百五銀行 亀山支店 関プラザ出張所（旧・関支店）
  - 外観は、宿場町・関宿の町並みの景観に配慮した建物で、ATMコーナーには「現金自動取扱所」の表示がされている。
- 関の山車（やま）会館
  - 毎年7月下旬に行われる、「関宿祇園夏まつり」の紹介と、祭りに曳き出される山車（やま）を公開する会館。

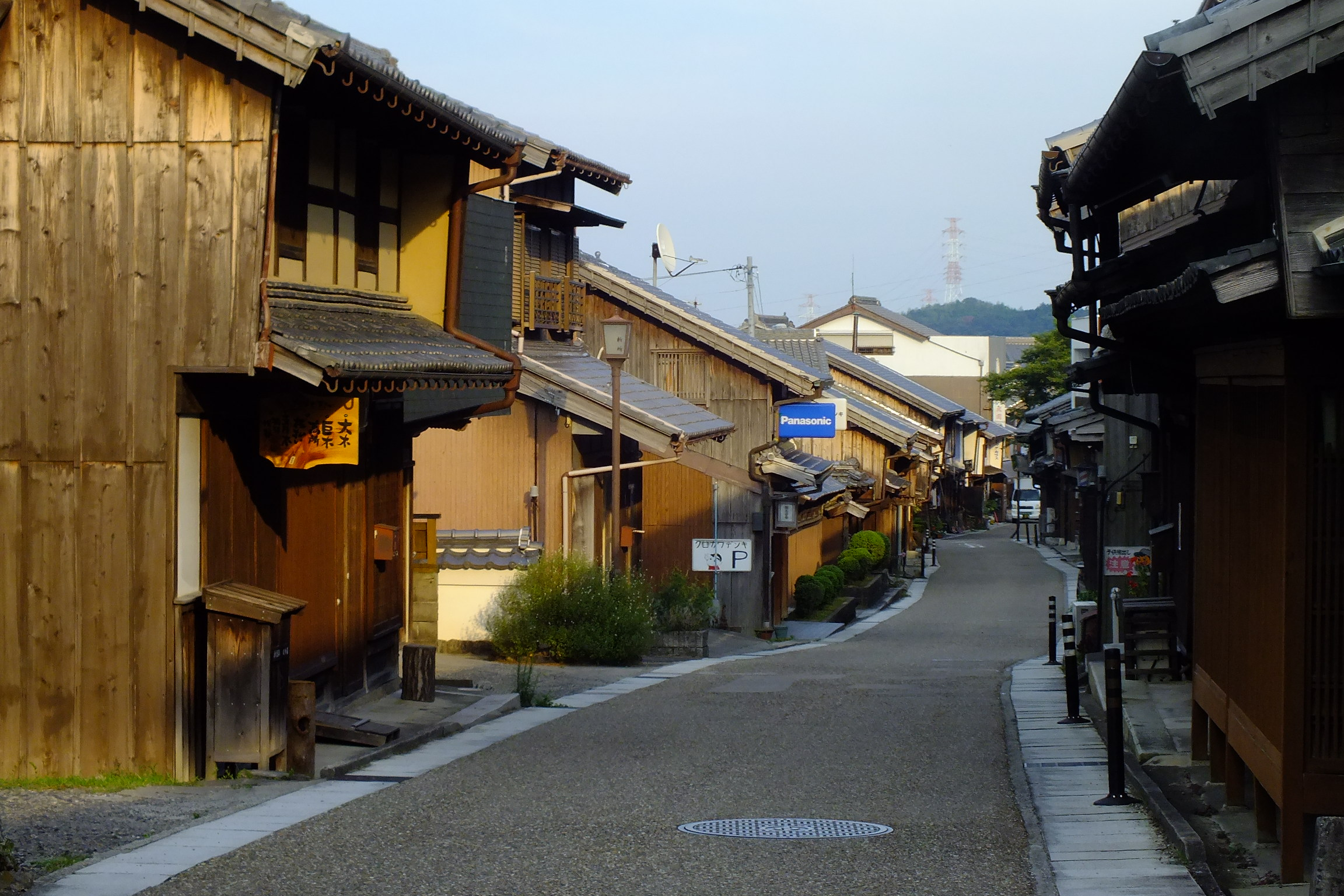
江戸（東京）方向。
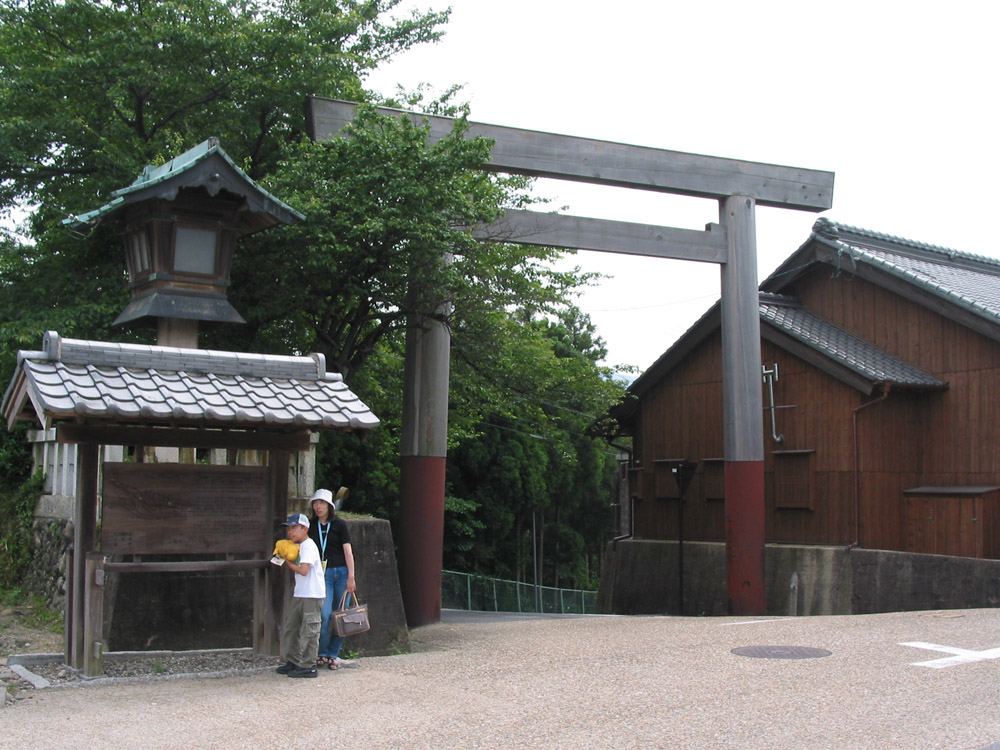
東の追分の鳥居。左が江戸、右が京、鳥居をくぐった先が伊勢神宮へ向かう伊勢別街道。
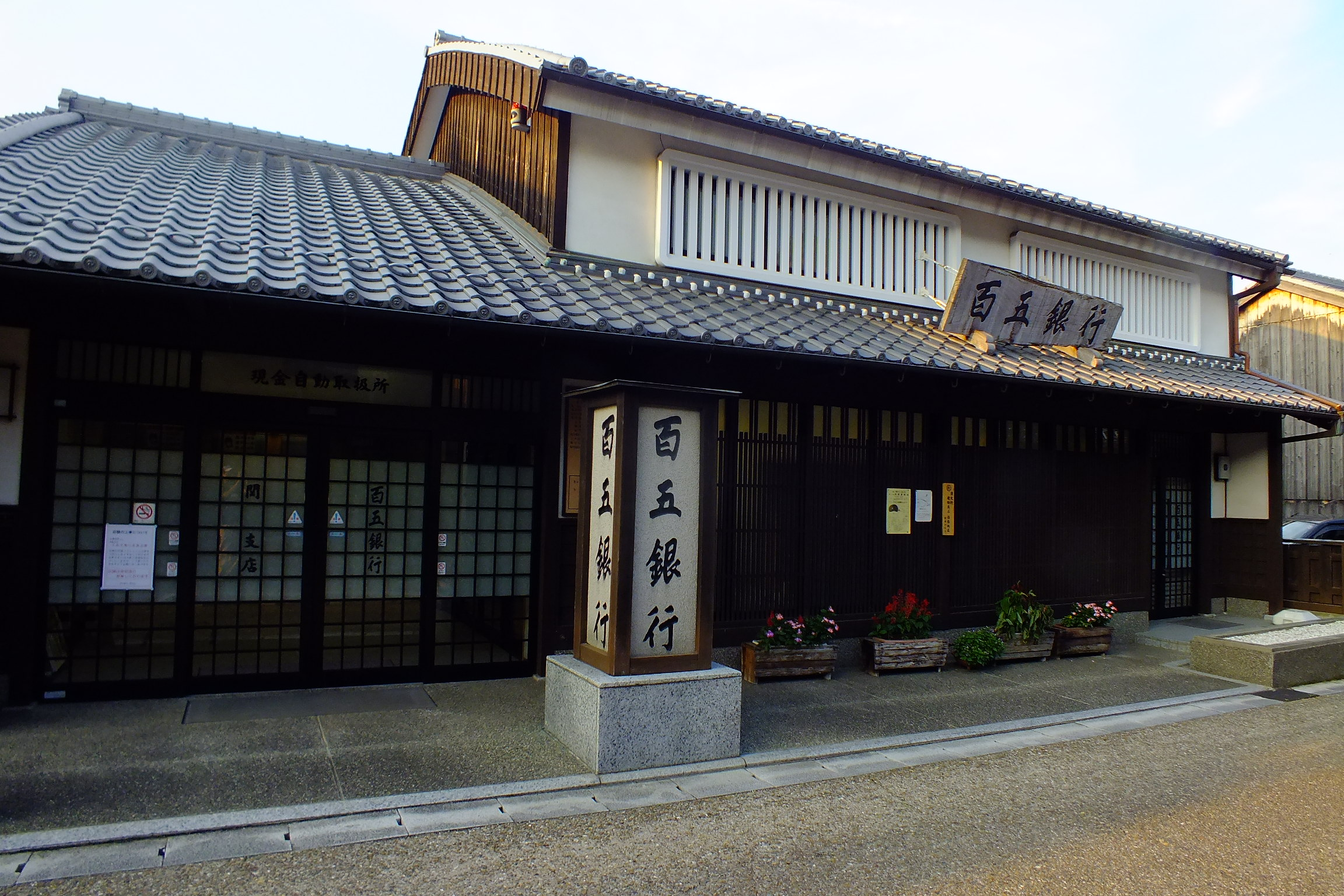
百五銀行関支店（現・亀山支店 関プラザ出張所）
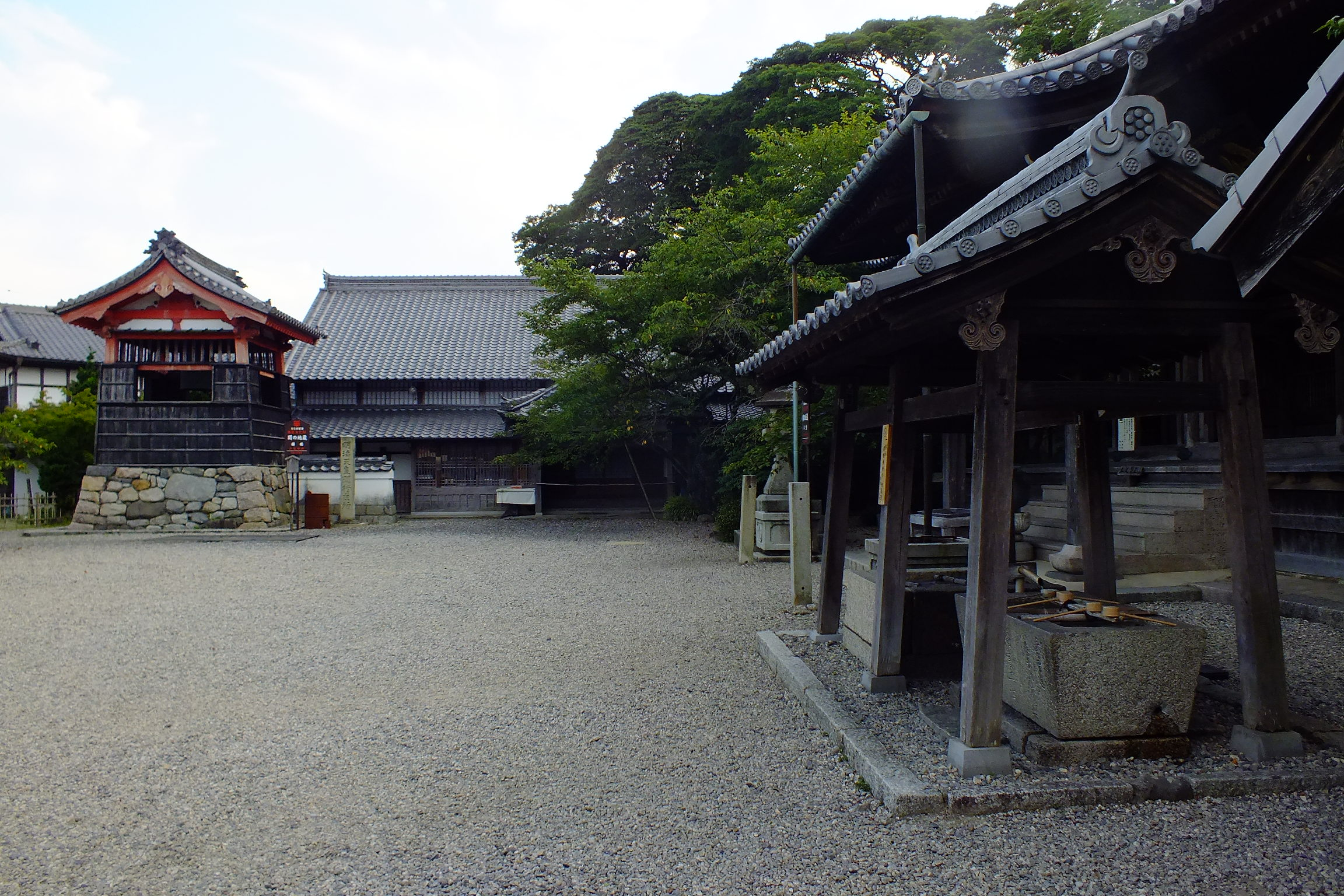
地蔵院
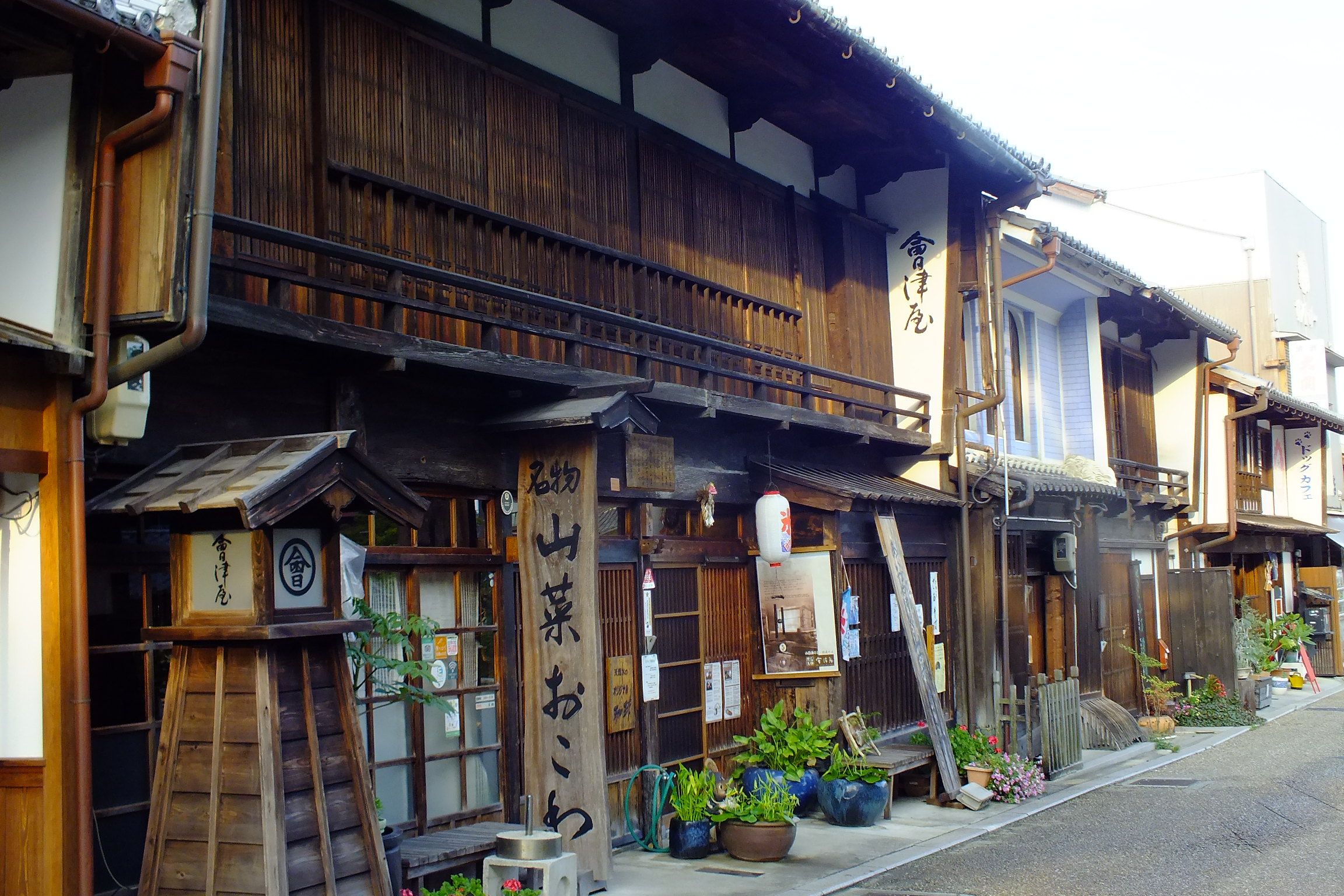
会津屋
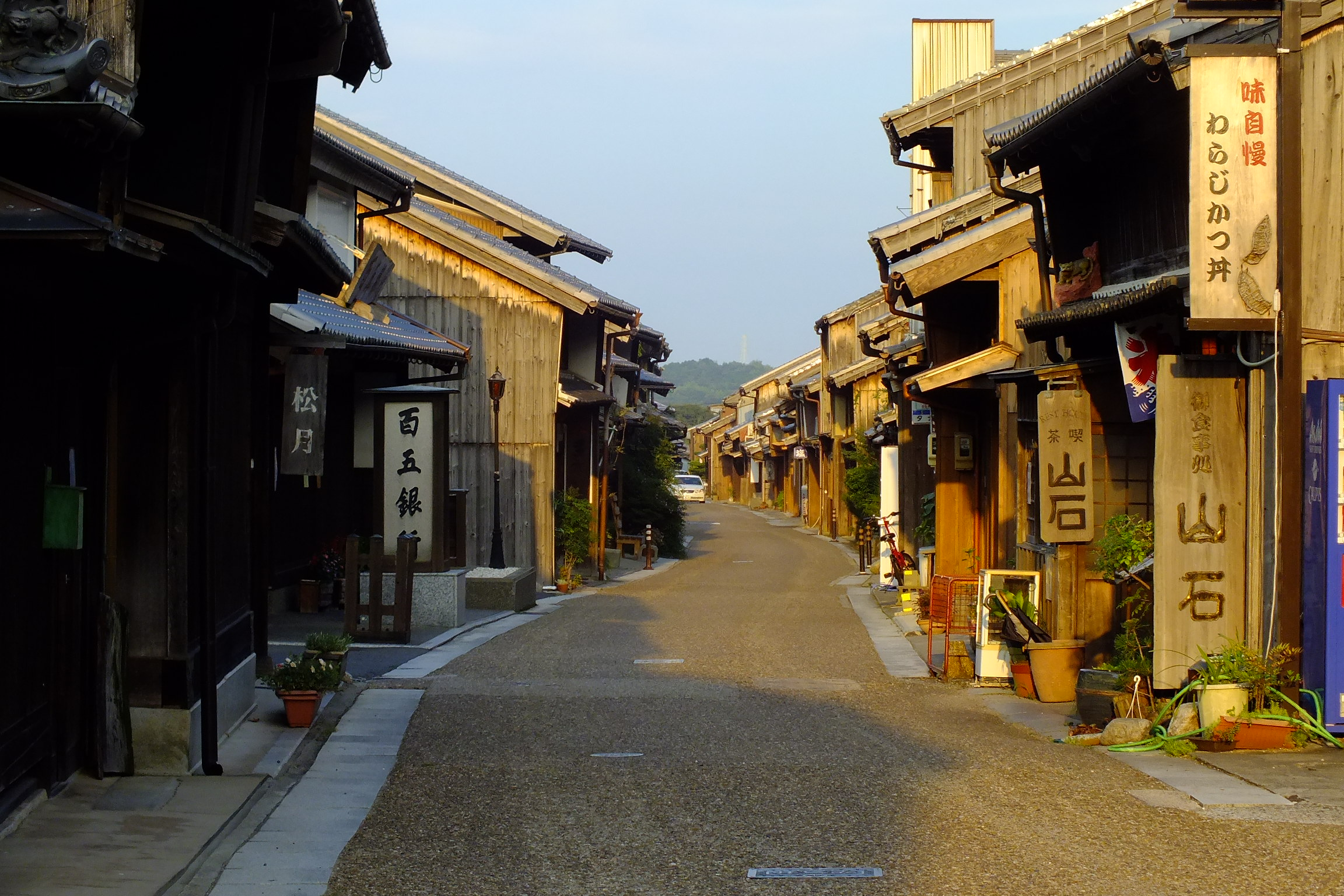
保全されている古い街並み

### 坂下宿までの史跡・みどころ
- 筆捨山
- 鈴鹿馬子唄会館

### 交通アクセス
鉄道
JR関西本線 関駅から北へ徒歩で約5分。
自動車
名阪国道（国道25号）関インターチェンジから約5分。関宿観光駐車場あり。

## ゆかりのある人々
- 一休宗純 - 地蔵院の本尊の開眼供養にユニークな伝説が残る[10]。
- 関の小万 -久留米藩士牧藤左衛門の娘。その妻は身重ながら敵討ちの旅に出て、旅籠山田屋（現会津屋）で、小万を生んだのちに客死した。小万は山田屋で養われ、東海道を亀山の道場へ通ったという。最後、見事に母の志をついで、父の仇を討った[11][10]。

## 語源
関の山
毎年7月下旬に行われる関宿の夏祭り（関宿祇園夏まつり）に出る山（関東で言う山車）が立派であったことから、「これ以上のものはない」という意味で使われるようになった。また、山車が街道筋の建物の屋根ぎりぎりを通過する様子から､これが目一杯という意味で語源とする説もある。

## 重要伝統的建造物群保存地区データ
以下は文化庁のデータを参照。
- 地区名称：亀山市関宿伝統的建造物群保存地区（選定当初は「関町関宿伝統的建造物群保存地区」であった。）。
- 種別：宿場町
- 選定年月日：1984年（昭和59年）12月10日
- 選定基準：伝統的建造物群及びその周囲の環境が地域的特色を顕著に示している。
- 面積：25.0ha

## 隣の宿
東海道
亀山宿 - 関宿 - 坂下宿